# Treenig hjärna
Treenig hjärna är en modell av hjärnan föreslagen på 1960-talet av Paul D. MacLean. Modellen syftar till att förklara hur evolutionen har påverkat indelningen av den mänskliga hjärnan. 
Modellen beskriver hjärnan i tre separata delar. Den treeniga hjärnan består av reptilhjärnan, det limbiska systemet eller däggdjurshjärnan och slutligen neocortex. MacLean menade att ju längre ut en del av hjärnan är desto mindre vital och mer avancerad är den. Idag är dock MacLeans modell att betrakta som föråldrad.

## Tre delar

### Reptilhjärnan
Reptilhjärnan inkluderar hjärnstammen och lillhjärnan. Att den kallas "reptilhjärnan" beror på att en reptils hjärna till största delen består av hjärnstammen och lillhjärnan. Den kontrollerar musklerna, balans och autonoma funktioner som omedveten kontroll av hjärta, lungor, mage och lever.

### Det limbiska systemet
Det limbiska systemet utgörs bland annat av amygdalan, hypotalamus och hippocampus. Man brukar säga att känslor och instinkter kommer från det limbiska systemet. Detta är dock en grov förenkling. Om man stimulerar det limbiska systemet med en svag elektrisk spänning upplevs känslor.  

### Neocortex
Neocortex är den yttersta delen av hjärnan. Här uppfattas och tolkas alla våra sinnen. Motoriken styrs från neocortex. Skillnaden mellan motoriken som styrs i reptilhjärnan och neocortex är att reptilhjärnan styr grova rörelser medan neocortex sköter fina och exakta rörelser i till exempel fingrarna. Här finner man även logik, talförmåga och abstrakt tänkande.